# Pekarangan
Pekarangan (pronúncia em indonésio: [pə'karaŋan]) é um tipo de horta tropical desenvolvida na Indonésia, principalmente em Java. Pekarangans normalmente contêm plantas, mas alguns também possuem animais (incluindo peixes de criação, ruminantes, aves de capoeira e animais selvagens) e estruturas como cercados e gaiolas de pássaros. As roças produzem alimentos para subsistência e renda, e plantas para uso ornamental. Junto com seus usos de subsistência e comerciais, eles são usados para interações sociais e compartilhamento de rendimentos e fornecem materiais para cerimônias culturais e práticas religiosas. Algumas pekarangans são feitas, mantidas e organizadas espacialmente de acordo com os valores locais. Hortas caseiras desse tipo podem ter existido por vários milhares de anos, mas sua primeira menção é encontrada em uma crônica javanesa que foi escrita em 860 dC. Em 2010, cerca de 103,000 km2 (40,000 sq mi) de terras indonésias foram usados para jardins desse tipo.

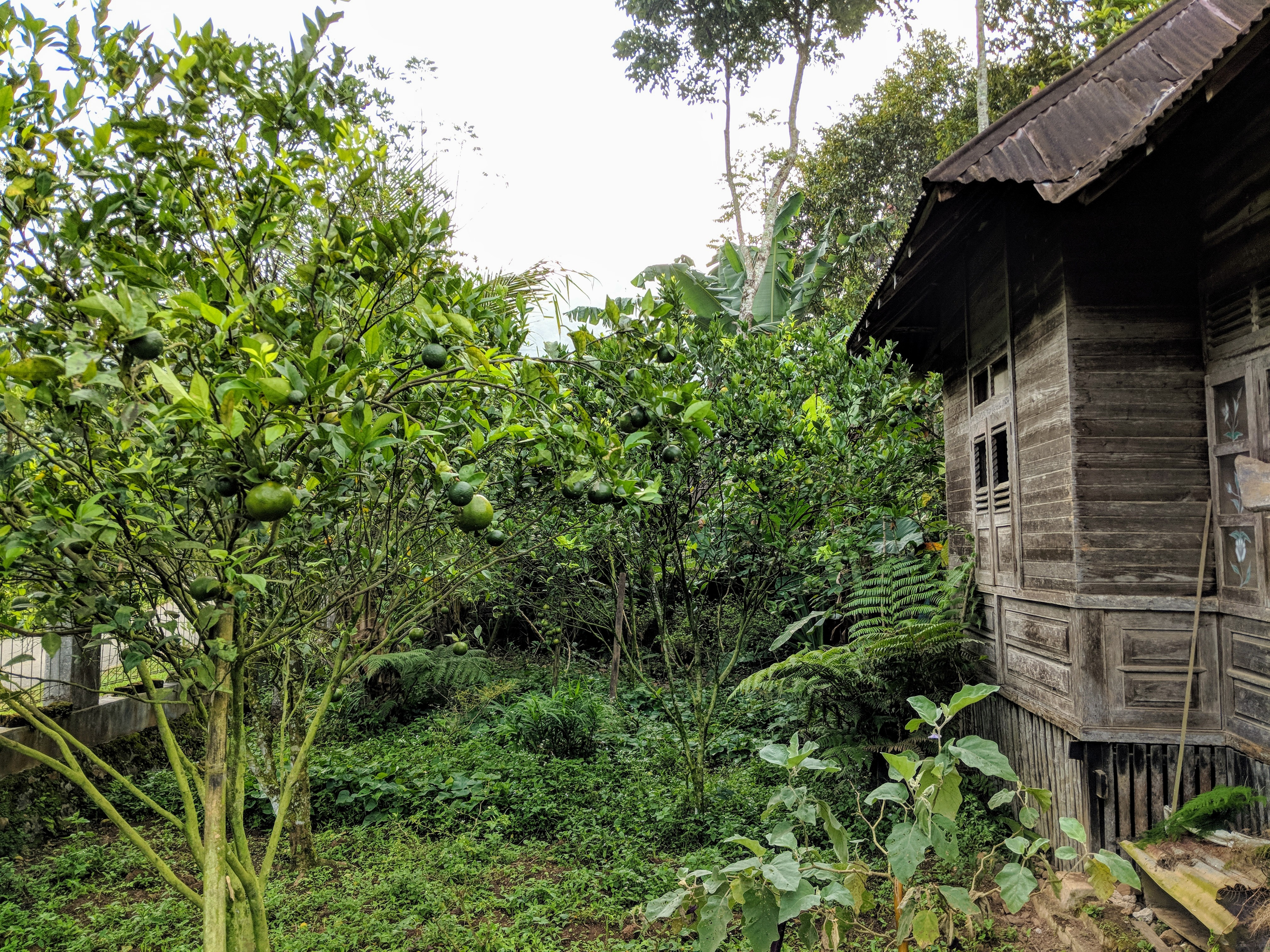
Um pekarangan rural em Agam, Sumatra Ocidental

A sustentabilidade e os papéis sociais dos pekarangans têm sido ameaçados pela urbanização em massa e pela fragmentação fundiária, que são os fatores de diminuição da área habitacional em média. A diminuição é consequentemente acompanhada pela perda da diversidade de plantas dentro dos jardins. Além disso, alguns proprietários reduzem deliberadamente a diversidade de plantas para otimizar os rendimentos para fins comerciais. Problemas como surtos de pragas e aumento das dívidas das famílias surgiram devido à sustentabilidade degradada das hortas.
Ao longo da história da Indonésia, pekarangans têm sido de pouco interesse para aqueles que governaram a ilha devido à sua suscetibilidade mínima à extração de rendimento. Na década de 2010, elas ganharam a atenção do governo indonésio implementado através do P2KP (Percepatan Penganekaragaman Konsumsi Pangan), um programa focado em áreas urbanas e periurbanas que visa otimizar a produção com uma abordagem sustentável.

## Definição
Em indonésio, pekarangan pode ser traduzido como "terreno que circunda uma casa", "quintal de uma casa" ou "terreno para construção de casa". No entanto, o termo é amplamente utilizado na literatura científica, especificamente em temas agroflorestais e ambientais, para significar "hortas caseiras". A palavra pekarangan pode ser derivada de karang, que significa "culturas perenes".
Estudiosos oferecem várias definições do termo "pekarangan". De acordo com Sajogyo, trata-se de um terreno adjacente a uma casa, usado em tempo parcial. Totok Mardikanto e Sri Sutami o definem como um terreno ao redor de uma casa; a maioria de seu tipo é cercada, e geralmente plantada com plantas densas com várias plantas anuais e perenes para uso diário e comercial. Euis Novitasari considera pekarangan uma forma de uso da terra: um sistema de produção de alimentos adicionais em pequena escala por membros e uma família, que também é um ecossistema com uma cobertura bastante densa em camadas. Além disso, ela o descreve como tendo um limite claro e contendo elementos como a casa do proprietário, uma cozinha, um cercado e cercas. Simatupang e Suryana argumentam que é difícil definir claramente uma pekarangan, uma vez que seu papel pode variar como uma forma de terra de cultivo para um lote de propriedade.

## Elementos

### Plantas

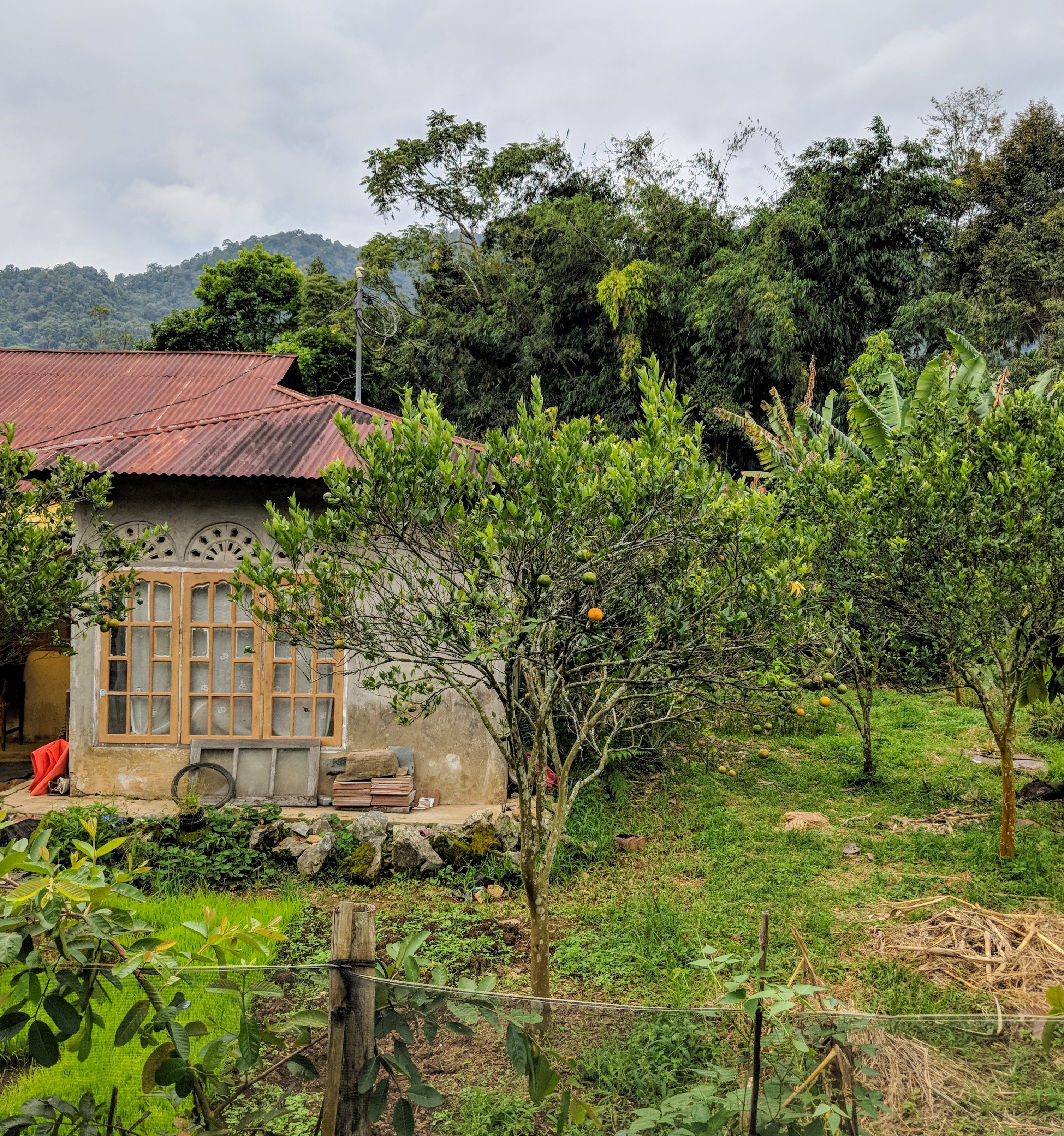
Laranjeiras (frente) e bananeiras (atrás) em um pekarangan

Um pekarangan geralmente consiste em uma combinação de plantas anuais e perenes; que podem ser colhidas diariamente ou sazonalmente. Algumas plantas perenes, como o melinjo (Gnetum gnemon) produzem folhas de forma consistente. Algumas outras plantas perenes, como coco, jaca, banana e salak, produzem frutas durante todo o ano. Os períodos de frutificação de outras plantas perenes são limitados: por exemplo, o semarang goiaba (Syzygium aqueum) de abril a junho, a manga durante julho e agosto, e o durião (Durio zibethinus) de junho a setembro. As plantas perenes são mais comuns do que as anuais em pekarangans em todas as regiões onde os campos de arroz representam mais de 40% da área de terra. Em outros lugares, a situação é inversa, e as anuais são mais comuns, embora, se houver escassez de mão-de-obra, as perenes sejam novamente favorecidas. As árvores são um dos componentes mais comuns das hortas domésticas, contribuindo para a imagem do campo indonésio com casas menos visíveis do que as "densas floresta florestas míticas" dos pekarangans.
Em pekarangans sundaneses, plantas ornamentais e culturas como cravo, laranja e manga são vistas frequentemente no canteiro da frente, pois são plantas valiosas que os proprietários querem ficar de olho. Culturas amiláceas, plantas medicinais e culturas de rendimento são mais frequentes nas parcelas da frente e de trás, e menos nas parcelas laterais. O café pode ser usado como cerca viva nos quintais laterais e nos fundos; plantas ornamentais podem ter uma função semelhante em quintais. As hortaliças são habitualmente cultivadas em áreas frontais e laterais para serem expostas à luz, pois árvores altas são raras nessas áreas.
Árvores com grandes copas podem ser plantadas nos quintais da frente, proporcionando sombra para as crianças. Coqueiros, árvores frutíferas e árvores altas cujas madeiras são usadas para construção são plantadas nos quintais dos fundos para evitar danos à casa quando alguma delas cair devido a uma tempestade. A maioria das plantas se propaga sem intervenção humana intencional - esse processo natural é chamado janteun ku anjeun em sudanês - devido à dispersão de sementes por pássaros, mamíferos ou humanos depois de comerem. Por causa disso, nenhum arranjo espacial claro é encontrado nos jardins sudaneses.
Plantas em pekarangans javaneses e sundaneses , entre eles plantas anuais cultivadas na estação seca (por exemplo, berinjela), são habitualmente cultivadas perto de fontes de água, como tanques de peixes, valas de esgoto a céu aberto e poços.  Plantas que precisam de altos níveis de nutrientes, como banana, manga, jaca e outras frutíferas, são plantadas perto de lixões. Enquanto isso, culturas frequentemente colhidas para cozinhar, como pimenta, langua, capim-limão e tomate, são plantadas perto da cozinha. 

### Animais

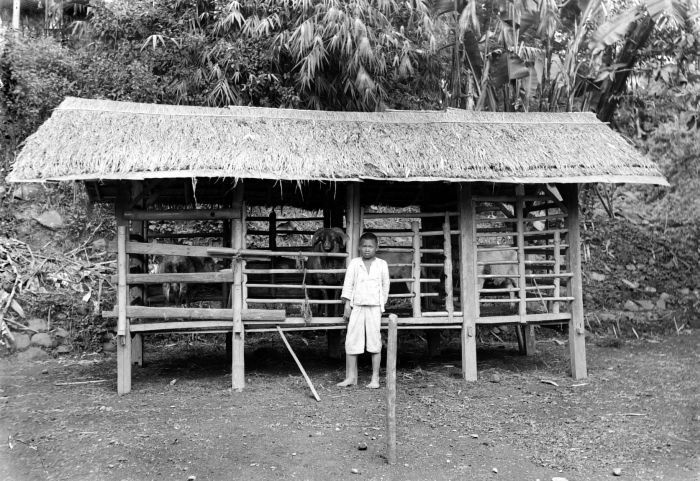
O curral de uma casa nas Índias Orientais Holandesas coloniais, no início do século XX.

Alguns proprietários de pekarangans também mantêm gado e aves (tradicionalmente galinhas, cabras e ovelhas), geralmente em um curral doméstico. Os animais geralmente podem vagar pelos jardins, áreas da vila e mercados tradicionais para encontrar comida por conta própria. Eles são confinados à noite e geralmente recebem alimentação adicional. Outros animais domésticos comuns mantidos em pekarangans são peixes em lagoas e pássaros canoros (por exemplo, rolas-zebradas), que são mantidos em gaiolas em varas de bambu. O status econômico dos proprietários de pekarangans também pode ser visto pelos animais que criam: os proprietários de classe baixa tendem a possuir várias galinhas, enquanto os proprietários de classe média podem ter uma cabra ou uma ovelha, e os proprietários mais ricos podem possuir várias vacas ou búfalos. O estrume dos animais atua como um fertilizante orgânico para os jardins através da compostagem e, às vezes, uma fonte nutricional para os peixes da lagoa. 

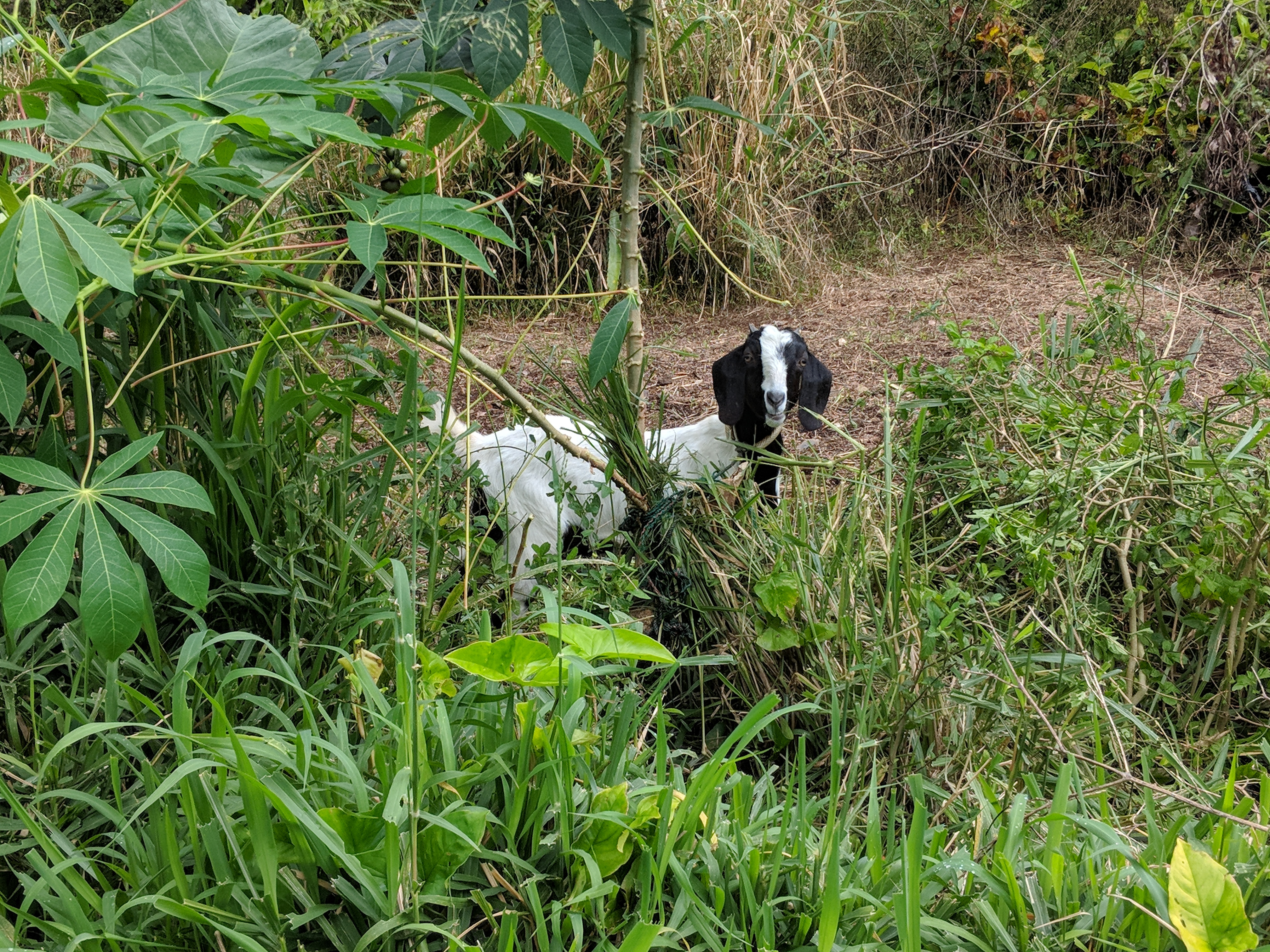
Alguns indonésios mantêm animais de fazenda, como cabras, em seus pekarangans.

Lagos de peixes produtivos são comuns em pekarangans tradicionais sundaneses. Os peixes são alimentados com resíduos de cozinha complementados por dejetos animais e humanos. Os aldeões evitam o uso doméstico da água dos tanques de peixes e, em vez disso, usam a água dos canos de água mais altos.
Os jardins podem ter uma grande diversidade de fauna do solo. Segundo Widyastuti, sugere-se que a diversidade da fauna do solo nos jardins seja maior do que nas florestas de teca. A diversidade pode ser causada pela vegetação, que protege a fauna do solo da insolação direta, especialmente na estação seca. Otto Soemarwoto e Gordon Conway relataram que os jardins também são considerados "um bom habitat" para répteis e anfíbios.
Existem diferentes achados em relação às aves selvagens. Uma alta diversidade de aves, incluindo espécies legalmente protegidas, dentro dos jardins foi registrada em uma pesquisa em Java Ocidental, enquanto outro estudo em Jambi sugere pekarangans individuais não são eficazes como meio de conservar as comunidades de aves. Isso se deve aos efeitos de borda de suas formas irregulares, sua frequente perturbação e sua proximidade com estradas e casas. As pekarangans usadas para o estudo de Jambi tinham níveis excepcionalmente baixos de diversidade de plantas, o que pode explicar os resultados. Apesar disso, os jardins aparentemente ainda atraem pássaros devido aos seus recursos alimentares.  Uma descoberta semelhante foi repetida em um estudo separado de Java Ocidental, indicando que crianças atiram em pássaros nos jardins e pegam seus ovos enquanto os adultos os matam ou os perseguem devido à percepção deles como pragas.

## Ecologia

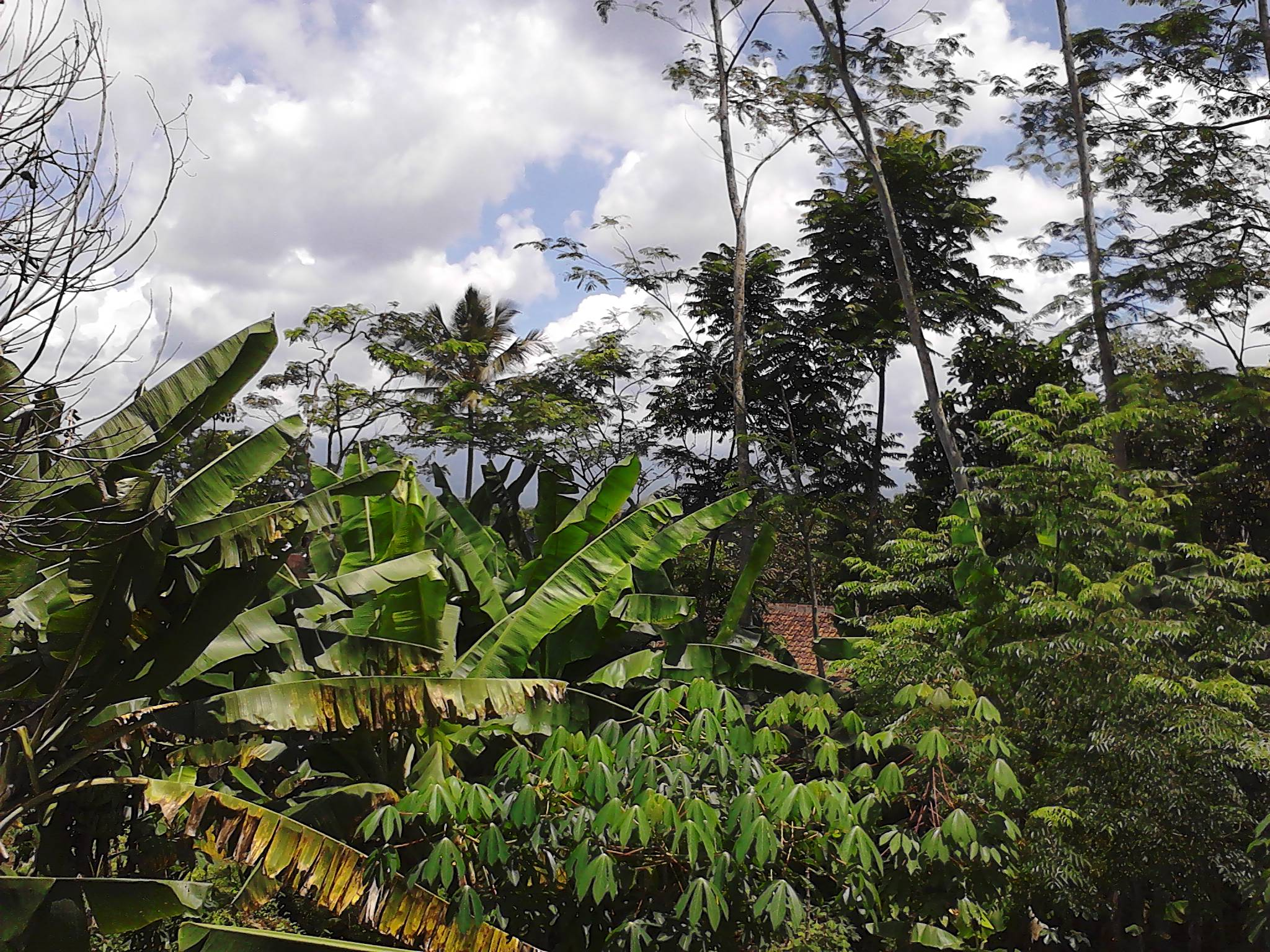
Estrutura de cobertura de um pekarangan rural

A diversidade de plantas em pekarangans surge de interações complexas entre vários fatores que não são totalmente compreendidos. Estes incluem a estabilidade ambiental, o clima tropical favorável ao crescimento das plantas e sua proximidade com as atividades domésticas dos proprietários. Outros fatores naturais são o tamanho, a diminuição da temperatura devido à elevação, a precipitação e os eventos climáticos como o El Niño. Fatores antropológicos incluem preferências individuais e proximidade do mercado.
A diversidade de plantas ajuda as plantas individuais a se adaptarem a um ambiente em mudança, ajudando-as a sobreviver a longo prazo. A biodiversidade no sistema de várias camadas também ajuda a otimizar a energia solar e a colheita de carbono, a resfriar o clima doméstico, a proteger o solo da erosão e a acomodar habitats para plantas e animais selvagens.  A diversidade genética também protege contra os efeitos de pragas e doenças. Como exemplo, a abundância de pássaros insetívoros nos jardins ajuda a controlar as pragas, ajudando o jardim a permanecer produtivo.
Enquanto individualmente as pekarangans armazenam apenas pequenas quantidades de carbono devido ao seu tamanho, por área, elas detêm uma quantidade de carbono semelhante às florestas primárias ou secundárias, e superando em muito os campos de Imperata e pousios.

### Fatores naturais
A diversidade de plantas em pekarangans tende a aumentar à medida que seu tamanho aumenta. A diversidade de espécies cultivadas, no entanto, pode atingir um platô em jardins muito grandes. As pekarangans maiores têm uma menor densidade de espécies de culturas devido a padrões de cultivo mais constantes. Uma pekarangan menor que 100 m2 (1,100 sq ft) é insuficiente para a diversidade de plantas e produção de culturas. Alguns tipos de plantas, como árvores com mais de 10 metros (33 pés), plantas de especiarias e culturas industriais quase não estão presentes em jardins de 100 m2 (1,100 sq ft) ou menos. As hortas caseiras em Java tendem a ser menores; a maioria delas são menores que 200 m2 (2,200 sq ft), como sugerido por um relatório de 2004. Enquanto isso, jardins semelhantes em outras ilhas da Indonésia tendem a ser maiores. Seu tamanho médio é estimado em 2,500 m2 (27,000 sq ft); alguns atingem o tamanho de 3 ha (320,000 sq ft).
Pekarangans em altas altitudes tendem a ter um tamanho menor, maior densidade de plantas e uma menor variedade de plantas. À medida que a altitude aumenta, a temperatura diminui, limitando a diversidade de plantas. Cocos e árvores frutíferas tendem a se desenvolver melhor em pekarangans de baixa altitude, enquanto os vegetais tendem a crescer melhor em altitudes mais altas. 
Pekarangans com melhor acesso a água (por questões climáticas ou proximidade a recursos hídricos) são capazes de facilitar o cultivo de culturas anuais. Aquelas em Java Ocidental, quando observadas, apresentam melhor desempenho em acomodar a diversidade de plantas na estação chuvosa do que na estação seca. As condições climáticas de Java permitem o crescimento consistente de plantas anuais em suas pekarangans, mesmo em partes de Java Oriental onde o clima é mais seco.
A cobertura nesses jardins funciona como uma proteção contra as chuvas intensas. A altura da maioria de suas plantas é inferior a um metro, diminuindo a velocidade das gotas de chuva quando atingem o solo.  A serapilheira também ajuda a proteger o solo contra a erosão. Acredita-se que o papel das copas das plantas na produção consistente de lixo orgânico seja mais importante na redução da erosão do que seus efeitos diretos na redução da velocidade das gotas de chuva. No entanto, os jardins são menos eficazes do que as florestas naturais na redução da erosão. 

### Impacto humano
A colheita de arroz - o alimento básico dominante da Indonésia - influencia o uso de pekarangans em algumas formas. A produção nas hortas diminui durante a época de colheita do arroz, mas atinge o pico durante o resto do ano. Aldeões de baixa renda se beneficiam da produtividade consistente das culturas de amido nas hortas, especialmente em um período de escassez de alimentos antes da colheita do arroz ou após uma colheita de arroz fracassada pela seca. 
A dinâmica de assentamento afeta pekarangans de várias maneiras. Expansão de assentamentos para novas terras, causada pelo crescimento populacional, é a causa da ampla presença de culturas alimentares em pekarangans recém-fabricadas. As pessoas que se reassentaram através do programa de transmigração indonésio podem apoiar a diversidade de plantas nas hortas dos locais para onde migram. Espécies de plantas trazidas por migrantes internos precisam se adaptar bem ao ambiente local.
Comercialização, fragmentação e urbanização são grandes perigos para a diversidade vegetal das pekarangans. Estes alteram os ciclos orgânicos dentro das hortas, ameaçando a sua sustentabilidade ecológica. A comercialização exige uma mudança sistêmica do plantio das culturas. Para otimizar e produzir mais colheitas, um proprietário de pekarangan deve se especializar em suas colheitas, fazendo com que um pequeno número de colheitas domine a horta. Alguns proprietários as transformam em hortas de monocultura. A fragmentação decorre do sistema tradicional de herança. As consequências da redução da diversidade de plantas incluem a perda de estruturas ds cobertura e do lixo orgânico, resultando em menor proteção do solo dos jardins; a perda de agentes de controle de pragas, aumentando o uso de agrotóxicos; a perda de estabilidade da produção; a perda de diversidade de nutrientes; e o desaparecimento da cultura de partilha de rendimentos. Apesar do efeito negativo da urbanização na redução da diversidade vegetal, ela aumenta a das plantas ornamentais.
Um estudo de caso de hortas caseiras no Vale do Napu, Sulawesi Central, mostra que a diminuição da proteção do solo é causada pelo manejo insuficiente da fertilidade do solo, capina regular e queima de resíduos, despejo de resíduos em fossas de lixo em vez de usá-los para compostagem e disseminação de resíduos inorgânicos. desperdício. A diminuição da fertilidade do solo agrava a diminuição da diversidade de culturas nas hortas.

## Usos

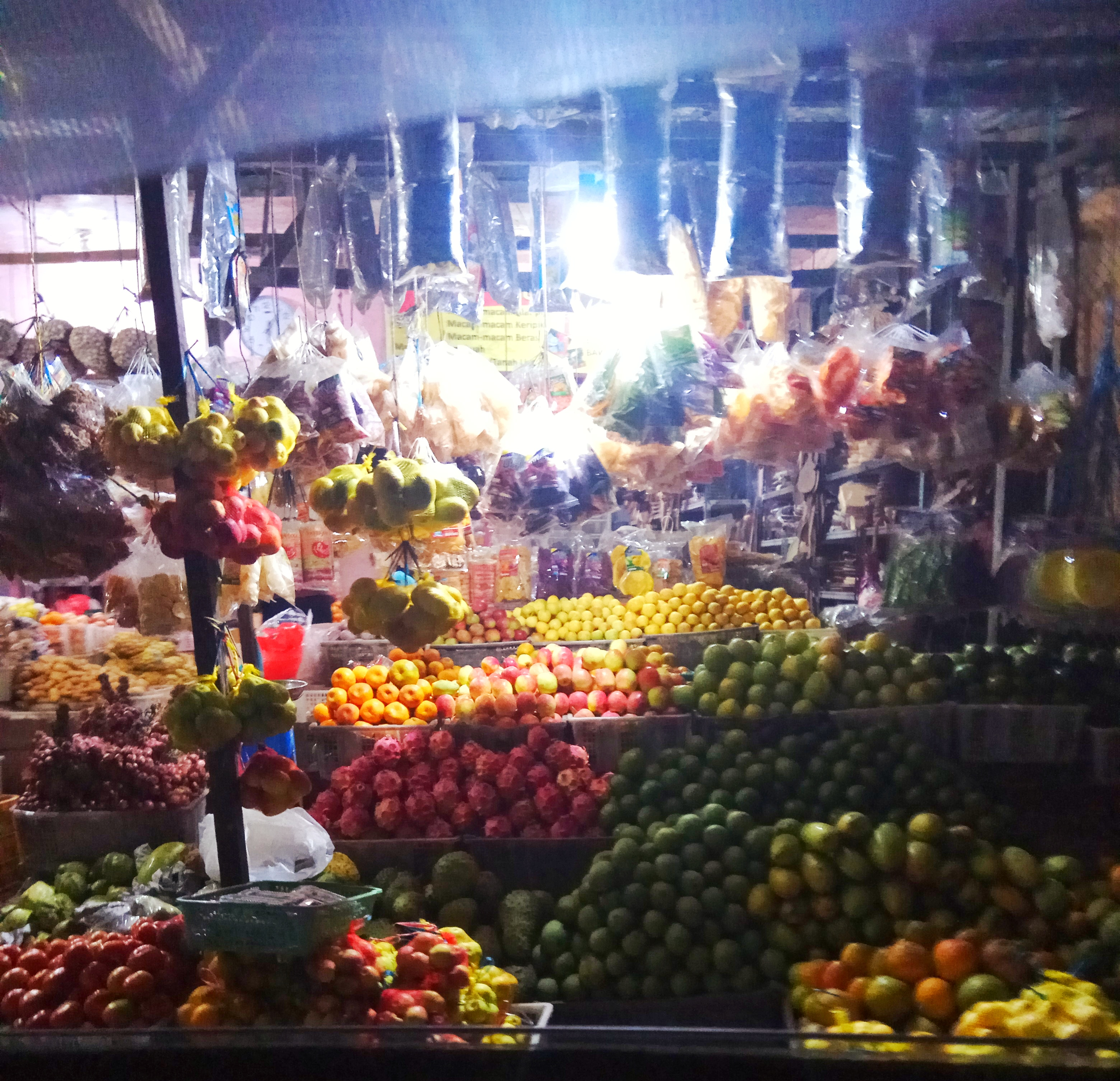
Uma barraca de frutas em um mercado tradicional indonésio

### Subsistência
Os produtos de pekarangans têm múltiplos usos; por exemplo, um coqueiro pode fornecer comida, óleo, combustível e materiais de construção, e também ser usado em rituais e cerimônias. As plantas dos jardins são conhecidas pelos benefícios nutricionais e pela diversidade de seus produtos. Enquanto o arroz é pobre em vitaminas A e C, os produtos das hortas oferecem uma abundância delas. Pekarangans com culturas mais perenes tendem a criar mais carboidratos e proteínas, e aquelas com mais plantas anuais tendem a criar mais porções de vitamina A.  Pekarangans também atuam como fonte de lenha e materiais de construção.  
As famílias de baixa renda tendem a consumir mais vegetais folhosos do que as famílias mais ricas, devido à sua disponibilidade consistente e baixo preço. As famílias de baixa renda também favorecem o maior uso de fontes de combustível das hortas. Pekarangans nas aldeias funcionam como sistemas de subsistência para as famílias em vez de uma fonte de rendimento. Em áreas como Gunung Kidul, os usos das hortas para a produção de alimentos são mais dominantes do que os campos de cultivo devido à erosão do solo nessas regiões.

### Comercial

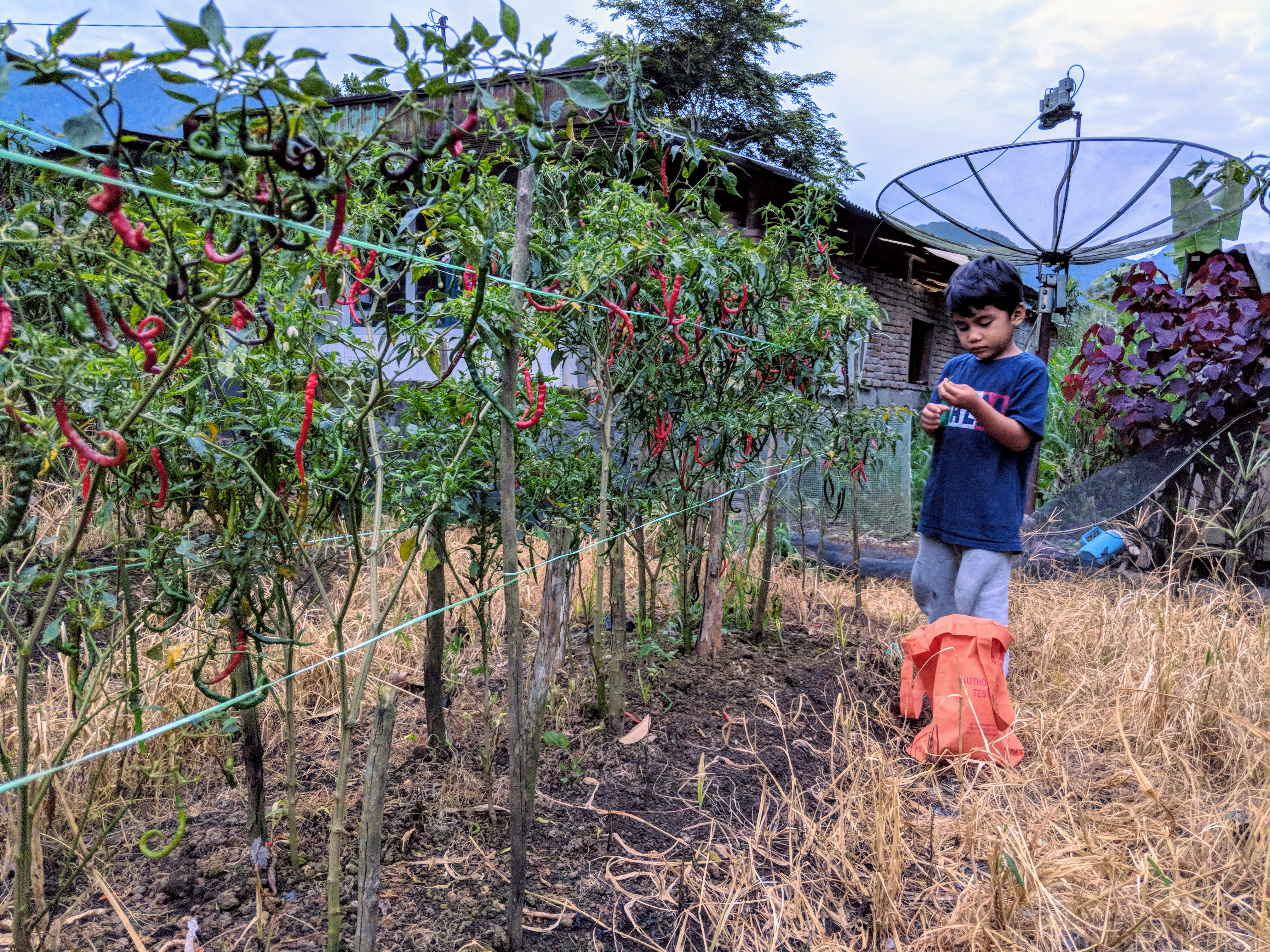
Uma criança colhe pimentas em um pekarangan.

Em áreas urbanas e suburbanas, grandes centros de produção de frutas e regiões de destino turístico, pekarangans tendem a atuar como geradores de renda. A renda das hortas é principalmente de culturas perenes. O bom acesso ao mercado estimula o cultivo de culturas comerciais dentro das hortas. Outros fatores que influenciam sua importância econômica são sua área e a demanda por uma determinada cultura.
De acordo com um artigo de 1991, os pobres cultivam plantas de subsistência em suas pekarangans com ênfase em frutas e hortaliças, enquanto os ricos tendem a plantar mais plantas ornamentais e culturas de rendimento com maior valor econômico. Um artigo de 2006 também conclui que a importância das plantas comerciais aumenta com a riqueza dos proprietários. Um estudo em Sriharjo, Região Especial de Yogyakarta, conclui que nas pekarangans mais pobres os proprietários orientam-se para usos comerciais, enquanto os proprietários mais ricos orientam-se para usos de subsistência. Ann Stoler argumentou que à medida que uma família rural adquire mais área de arrozal, o uso da horta se torna menos intenso, até que o campo de arroz familiar atinja cerca 2,000 m2 (22,000 sq ft), o tamanho mínimo normalmente necessário para alimentar uma família. Passado este ponto, o uso do jardim começa a aumentar.

### Outros usos
O buruan (Sudanês para "jardim da frente"), parte de uma pekarangan sundanês, é usado como parque infantil e ponto de encontro de adultos. Integrado com costumes e filosofias locais, como rukun e tri-hita-karana, os jardins auxiliam outras interações sociais, como partilha de rendimentos, cerimônias e atividades religiosas.  Especialmente em áreas urbanas, pekarangans também funcionam como ornamentos estéticos de uma casa, principalmente o jardim da frente.

## Sociologia e economia
Pekarangans são desenvolvidas principalmente por mulheres. Formas de tais jardins em tribos e sociedades matriarcais, por exemplo, Minangkabau, Aceh e comunidades na Java Central dos anos 1960, são mais desenvolvidas do que em tribos que tendem a ser patriarcais, por exemplo, Batak. Pela mesma razão, a cultura matriarcal em torno das hortas começou a se desenvolver, como a exigência de permissão da esposa de um proprietário antes de vender um terreno que possui - isso acontece em cidades como Tegal. Uma família liderada por mulheres orientaria o uso das hortas para as necessidades domésticas. Em Madura, porém, as hortas caseiras são descritas como domínio dos homens. No entanto, independentemente da cultura, em geral, uma pekarangan é considerada uma responsabilidade de toda a família, incluindo seus filhos e as famílias dos filhos. Os homens preparam a terra antes do uso da horta caseira, plantam árvores e vendem as colheitas da horta, enquanto as mulheres plantam as colheitas anuais.
Em um relatório de 2004, as pekarangans javaneses sugerem ter uma renda líquida por área mais alta do que os campos de arroz. O mesmo relatório argumentou que o custo de produção das roças javanesas é inferior ao dos arrozais. As pessoas que se concentram na produção das hortas em vez dos campos de arroz podem obter melhores rendimentos do que suas contrapartes. Aldeões pobres, no entanto, tendem a não concentrar esforços nas hortas; a manutenção das hortas como única fonte de renda exigiria o uso de culturas de alto risco e alta recompensa, cuidados mais intensivos e a renda seria vulnerável às flutuações do mercado. A manutenção de diversas culturas de rendimento é mais intensa do que a dos campos de arroz e a intensidade tornaria o horário de jardinagem dos aldeões menos adaptável às atividades de cultivo de arroz.
Em alguns casos, as pessoas estão autorizadas a construir casas nas pekarangans de outros em troca de trabalho para os proprietários de terras. As hortas, no entanto, tendem a ter uma baixa demanda de mão de obra, oferecendo oportunidades mínimas de trabalho.

## Cultura

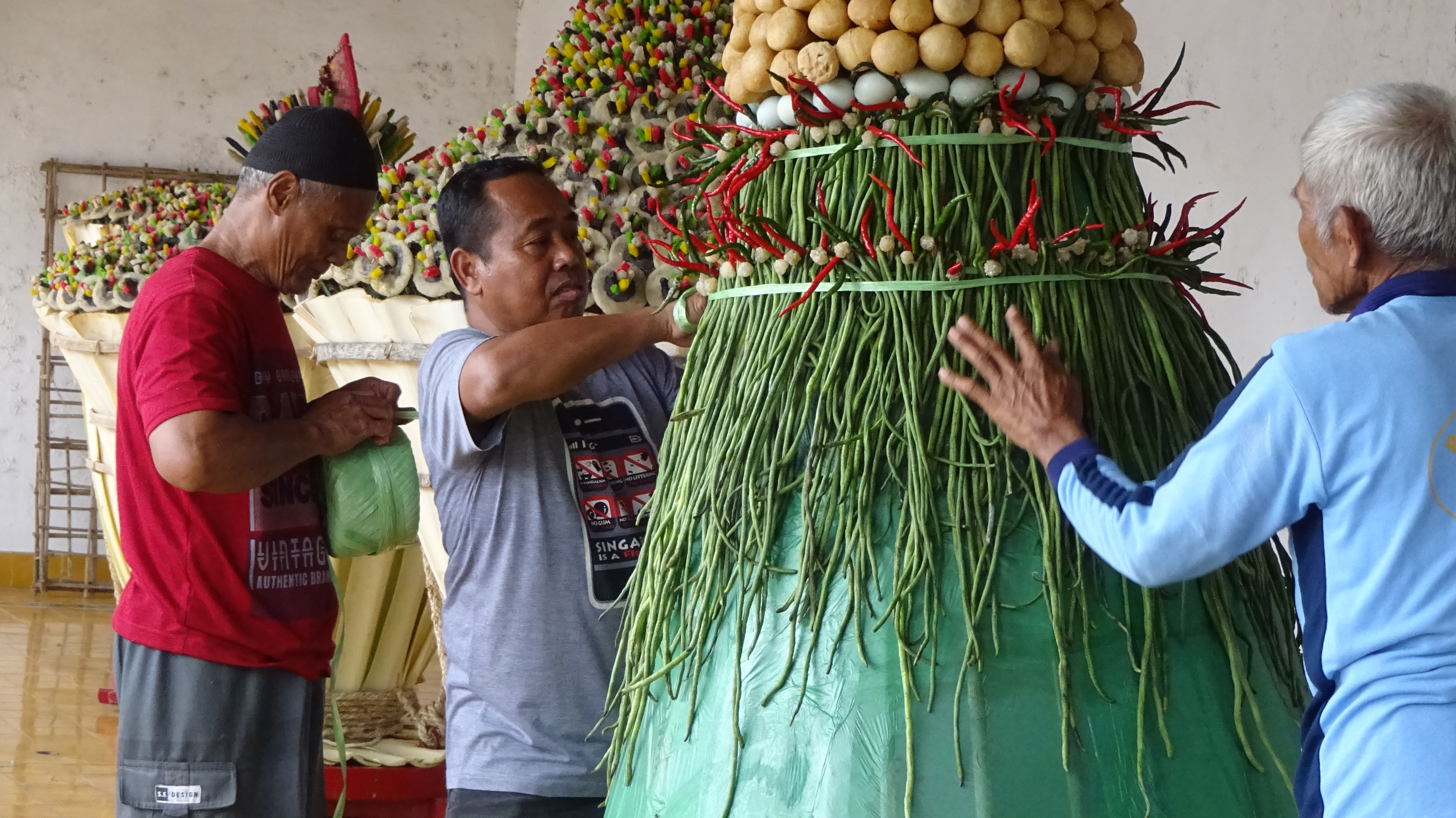
Um gunungan feito de comida para Sekaten, uma celebração javanesa para Mawlid

A filosofia de viver harmoniosamente, conhecida como rukun, é seguida pelo javanês e sudanês; tal cultura ocorre por meio do oferecimento de rendimentos de pekarangans para outros. Isso pode ser feito oferecendo seus produtos aos vizinhos, por exemplo, durante eventos como nascimentos, óbitos, casamentos e eventos culturais como o ano novo javanês e o Mawlid (observação do aniversário de Maomé). Alguns oferecem seus produtos para curar doenças ou proteger os proprietários dos perigos. Seus produtos também são dados no dia a dia, principalmente nas áreas rurais. O proprietário de uma pekarangan rural geralmente permite que outros entrem para atividades práticas: pegar madeira morta como combustível, tirar água de um poço para uso próprio ou até mesmo pegar parte da colheita, embora a permissão possa ser restrita ou negada se o rendimento foi suficiente apenas para o consumo do proprietário. Os pedidos para levar produtos das hortas para fins religiosos ou medicinais raramente ou nunca são negados, mas como algumas pessoas acreditam que pedir permissão para levar plantas medicinais em uma pekarangan é tabu, elas também podem ser tiradas sem permissão explícita.
A cultura javanesa interpretou os jardins como pepek ing karang –"um projeto completo".  Também pode ser interpretado como pepek teng karangan , que segundo o antropólogo Oekan Abdoellah, é uma forma de pensar, indicando que as práticas agrícolas dentro das hortas são consequência de se pensar nas formas de usar seus produtos e satisfazer suas necessidades a partir deles. A cultura javanesa, no entanto, se ofende com a comparação dos jardins com as florestas devido ao baixo valor social da floresta na cultura. As peças de marionetes Wayang retratam as florestas como "lugares onde reinam animais selvagens e espíritos malignos" e sua limpeza, que é feita apenas por homens que se acredita terem poderes espirituais, é vista como um ato respeitável.  O quintal de uma propriedade sundanesa é descrito como supados sungkur (para não ser visto por outros). 
Associações de plantas em pekarangans javaneses tendem a ser mais complexas do que aquelas em pekarangans sundaneses. Nos jardins javaneses, os proprietários também tendem a cultivar plantas medicinais (jamu), enquanto os sundaneses tendem a cultivar vegetais e plantas ornamentais.
A língua sudanesa tem nomes para cada parte de uma pekarangan. O jardim da frente é chamado buruan, espaço para galpão de jardim, plantas ornamentais, árvores frutíferas, parque infantil, bancos e secagem de lavouras. O pátio lateral (pipir) é usado para árvores de madeira, plantações, ervas medicinais, tanque de peixes, poço e banheiro. O pátio lateral também é um espaço para tingimento de tecidos. O quintal (kebon) é usado para cultivar plantas vegetais, plantas de especiarias, um curral de animais e plantas industriais.
Pekarangans em Lampung tem seus próprios elementos; ao lado das plantas estão os lava-pés usados antes de entrar na varanda de uma casa (gakhang hadap), uma sala de armazenamento de arroz (walai), uma quitinete ou cozinha ao ar livre, um local de armazenamento de lenha e um celeiro para animais. O jardim da frente é chamado tengahbah / terambah / beruan, o jardim lateral é kebik / kakebik e o quintal é kudan / juyu / kebon.

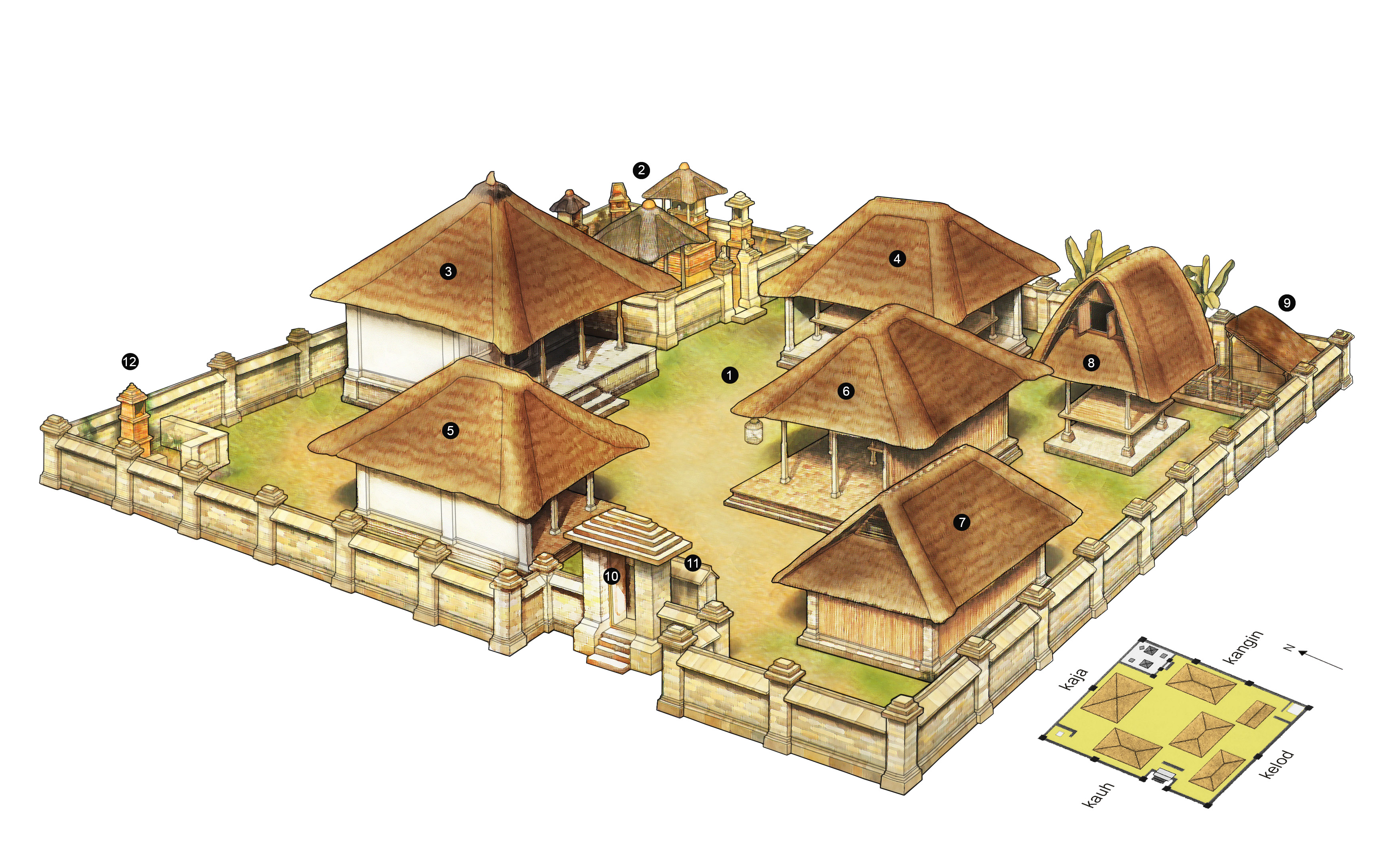
Uma residência balinesa. Incluído: áreas de sanggah no canto superior e no canto esquerdo, e a área externa (natah) no centro. O bale daja está à esquerda do natah na orientação da imagem.

As pekarangans balinesas são influenciadas pela filosofia do tri-hita-karana que divide os espaços em parahyangan (topo, cabeça, puro), pawongan (médio, corpo, neutro) e palemahan (abaixo, pés, impuro). O parahyangan área de uma pekarangan balinês enfrenta o Monte Agung, que é considerado um lugar sagrado (prajan) orar (sanggah). Plantas com flores e folhas que são regularmente colhidas e usadas para fins litúrgicos do hinduísmo balinês são plantadas no parahyangan área. O pawongan área é plantada com flores regulares, frutas e folhas. O palemahan área é plantada com frutas, caules, folhas e tubérculos. Quintais balinês, que são conhecidos em Tabanan e Karangasem como teba, são usados como um local para cultivar culturas e manter gado para subsistência, uso comercial e religioso como oferendas. Os balineses desenvolveram ainda mais crenças sobre quais plantas devem e não devem ser plantadas em várias partes de seus pekarangans , seguindo os ensinamentos do manuscrito Taru Premana. Como exemplo, acredita-se que nerium e buganvílias emitem auras positivas enquanto plantadas no parahyangan/sanggah área de uma pekarangan enquanto acredita-se que as auras negativas apareçam se forem plantadas em frente ao bale daja, um edifício especificamente colocado na parte norte de uma residência. 
Taneyan, um tipo de pekarangan de Madurese, é usado para secar as colheitas e para rituais tradicionais e cerimônias familiares. Taneyan faz parte do sistema de moradia tradicional de taneyan lanjhang – uma família multifamiliar, cuja composição espacial é definida de acordo com a filosofia bappa, babbhu, guru, rato (pai, mãe, professor, líder) que mostra a ordem de figuras respeitadas na cultura maduresa.